# Матанцы (железнодорожная станция, населённый пункт)
 Матанцы  — населённый пункт типа «железнодорожная станция» в Кировской области. Входит в состав муниципального образования «Город Киров». Административно подчиняется Октябрьскому району города Киров.

## География
Расположен в центральной части области, в пределах Русской равнины, на Верхнекамской возвышенности, около деревни Сергеево, на расстоянии примерно 9 км по прямой на запад-северо-запад от железнодорожного вокзала Киров-Котласский на Котласском направлении железной дороги.

## Климат
Территория городского округа Киров относится к континентальному климату умеренного пояса, с преобладанием воздушных масс континентального климата умеренных широт. Из-за близости к Северному Ледовитому океану и отсутствия барьеров для проникновения полярных воздушных масс возможны вторжения холодного воздуха, порождающие сильные морозы зимой и заморозки, резкие похолодания — летом. Из-за большого количества промышленных предприятий и жилых строений температура в городе в среднем на 1—3 С° выше окрестностей.

## История
Населённый пункт появился при строительстве железной дороги. В селении жили семьи тех, кто обслуживал железнодорожную инфраструктуру.
Известна с 1926 года как будка на 16 км (1 хозяйство и 4 жителя), в 1950 будки 12, 14, 16 км — вместе 4 хозяйства и 66 жителей, с 1978 разъезд Матанцы, в 1989 станция с населением 40 человек.

## Население
| 2010 |
| ---- |
| 40   |

Постоянное население составляло 44 человека (русские 100 %) в 2002 году, 40 в 2010.

## Инфраструктура
Ныне имеет дачный характер.
Путевое хозяйство. Действует остановочный пункт Матанцы.

## Транспорт
Развит железнодорожный транспорт.
В пешей доступности остановка общественного транспорта «Алексеево».